# القنب الهندي في أوزبكستان
القنب الهندي في أوزبكستان غير قانوني. المواد الأفيونية والقنب والنباتات الأخرى التي تحتوي على مؤثرات عقلية غير قانونية.